# Cattedrale di San Giuseppe (Numea)
La cattedrale di San Giuseppe è la chiesa cattedrale dell'arcidiocesi di Numea, in Nuova Caledonia.

## Storia
La chiesa di San Giuseppe è stata costruita tra il 1887 ed il 1897 grazie alla mano d'opera carceraria ed al progetto di un ex galeotto, un tale Labulle. La chiesa è stata benedetta il 26 ottobre 1890 da padre Xavier Montrouzier, cappellano dell'ospedale, inaugurata durante la seguente festa di ognissanti e consacrata dal vicario apostolico delle isole Figi, mons. Julien Vidal, prima che la facciata ed i campanili fossero terminati.
La cattedrale è stata classificata come monumento storico il 20 agosto 1992.

## Descrizione
L'edificio ha una pianta a croce latina, è lunga 56 m, alta 15,5 m e con un grande transetto di 36 m. La facciata sud-ovest è abbellita su entrambi i lati del portico da due torri di 25 m con balaustre in pietra nella parte superiore. Le due torri, i contrafforti e le cornici sono realizzati in pietra squadrata, mentre le altre pareti esterne sono imbiancate. Il telaio e volte ad arco sono in legno di kauri. La cattedrale ha inoltre 28 vetrate che rappresentano diversi santi della Chiesa cattolica romana e personaggi biblici.

## Organo
Nella cattedrale è conservato un magnifico strumento a canne, costruito nel 1908 dalla ditta Mutin - Cavaillé-Coll. L'organo è stato completamente restaurato tra il 2010 e il 2012 dalla Ditta Fratelli Marin di Lumarzo (Genova), interamente a trazione meccanica, a due manuali e pedaliera possiede la seguente disposizione fonica:
Grand´Organo
- Montre 8'
- Prestant 4'
- Flûte harmon 8'
- Fourniture
- Bourdon 16'

Organo Espressivo
- Tierce 1´ 3/5
- Gambe 8'
- Cor de Nuit 8'
- Flûte douce 4'
- Voix Céleste 8'
- Quinte 2' 2/3
- Doublette 2'
- Trompette 8'

Pedale
- Soubasse 16'
- Basson 16´